# Bucha (Perasdorf)
Bucha ist ein Gemeindeteil des niederbayerischen Perasdorf im Landkreis Straubing-Bogen.
Die Einöde mit einem Wohngebäude (Stand 2017) liegt oberhalb von Buchaberg, am westlichen, linksseitigen Talhang eines namenlosen Bachs, der vom Buchenberg kommend bei Buchamühl von links in den Bogenbach mündet. Die Erschließung erfolgt über eine von Buchamühl kommende Straße.

## Geschichte
In Güterbeschreibungen aus dem Jahr 1661 und in statistischen Beschreibungen des Pfleggerichts Schwarzach für das Jahr 1760 wird Bucha geführt als ein Halbhof in der Hauptmannschaft Bucha, der zum Kastenamt Schwarzach gehört. 1811 gehörte der Ort zum Steuerdistrikt Kohlwessen, zu dem auch noch Allersdorf, Hinterhof, Hintersollach, Höhenberg, Kohlwessen, Kostenz, Oberlindberg, Rautenstock, Schachten, Thal, Unterlindberg und Wessen gehörten.
Bei der Volkszählung 1987 wurde der Ort als Einöde mit einer Wohnung in einem Wohngebäude ohne Einwohner erfasst.